# Robert Anderson (Offizier, 1741)
Robert Anderson (* 5. November 1741 im Augusta County, Colony of Virginia; † 9. Januar 1813 im Oconee County, South Carolina) war ein US-amerikanischer Offizier und Politiker. Zwischen 1796 und 1798 war er Vizegouverneur des Bundesstaates South Carolina.

## Werdegang
Robert Anderson wurde auf der Farm seiner Eltern in Virginia geboren. Als fünftes Kind der Familie ergriff er den Beruf des Landvermessers. Diesen Beruf übte er in South Carolina aus, wo er an der Vermessung eines erst kurz zuvor von den Indianern übernommenen Gebietes beteiligt war. 1765 heiratete er Anne Thompson, mit der er fünf Kinder hatte. Nach deren Tod im Jahr 1787 heiratete er Lydia Maverick; nach deren Tod wurde die Witwe Jane Harris Reece seine dritte Ehefrau. Anfang der 1770er Jahre schloss er sich der Revolutionsbewegung an. Er nahm als Soldat der Staatsmiliz am Unabhängigkeitskrieg teil. Dabei stieg er bis zum Oberst auf. Später war er Brigadegeneral der Miliz. Mit dem General und späteren Kongressabgeordneten Andrew Pickens verband ihn eine lebenslange Freundschaft. Für seine Verdienste im Krieg erhielt Anderson in dem Gebiet des später nach ihm benannten Anderson County Land geschenkt, das er als Farmer bewirtschaftete.
Später schlug Anderson auch eine politische Laufbahn ein. Zwischen 1791 und 1794 sowie nochmals in den Jahren 1801 und 1802 saß er als Abgeordneter im Repräsentantenhaus von South Carolina. Bei den Präsidentschaftswahlen des Jahres 1800 war er einer der Wahlmänner von Thomas Jefferson. Er war auch Mitglied der von diesem gegründeten Demokratisch-Republikanischen Partei. 1796 wurde er an der Seite von Charles Pinckney zum Vizegouverneur von South Carolina gewählt. Dieses Amt bekleidete er zwischen dem 8. Dezember 1796 und dem 18. Dezember 1798. Dabei war er Stellvertreter des Gouverneurs. Nach seiner Zeit als Vizegouverneur betätigte er sich wieder als Farmer auf seinen inzwischen weiter vergrößerten Ländereien in South Carolina. Er starb am 9. Januar 1813.